# Anarchisme en Grèce
L'apparition de l'anarchisme en Grèce eut lieu dans les années 1860, deux décennies après les révolutions de 1848, sous l'influence de réfugiés italiens. Plusieurs attentats du début du XXe siècle qui eurent lieu à Salonique furent attribués à des militants anarchistes. Le mouvement anarchiste connut ensuite une période creuse, et fut à nouveau actif sous la dictature des colonels. Lors des événements liés à la crise que traverse la Grèce au début du XXIe siècle, les anarchistes se manifestèrent à nouveau.

## Histoire

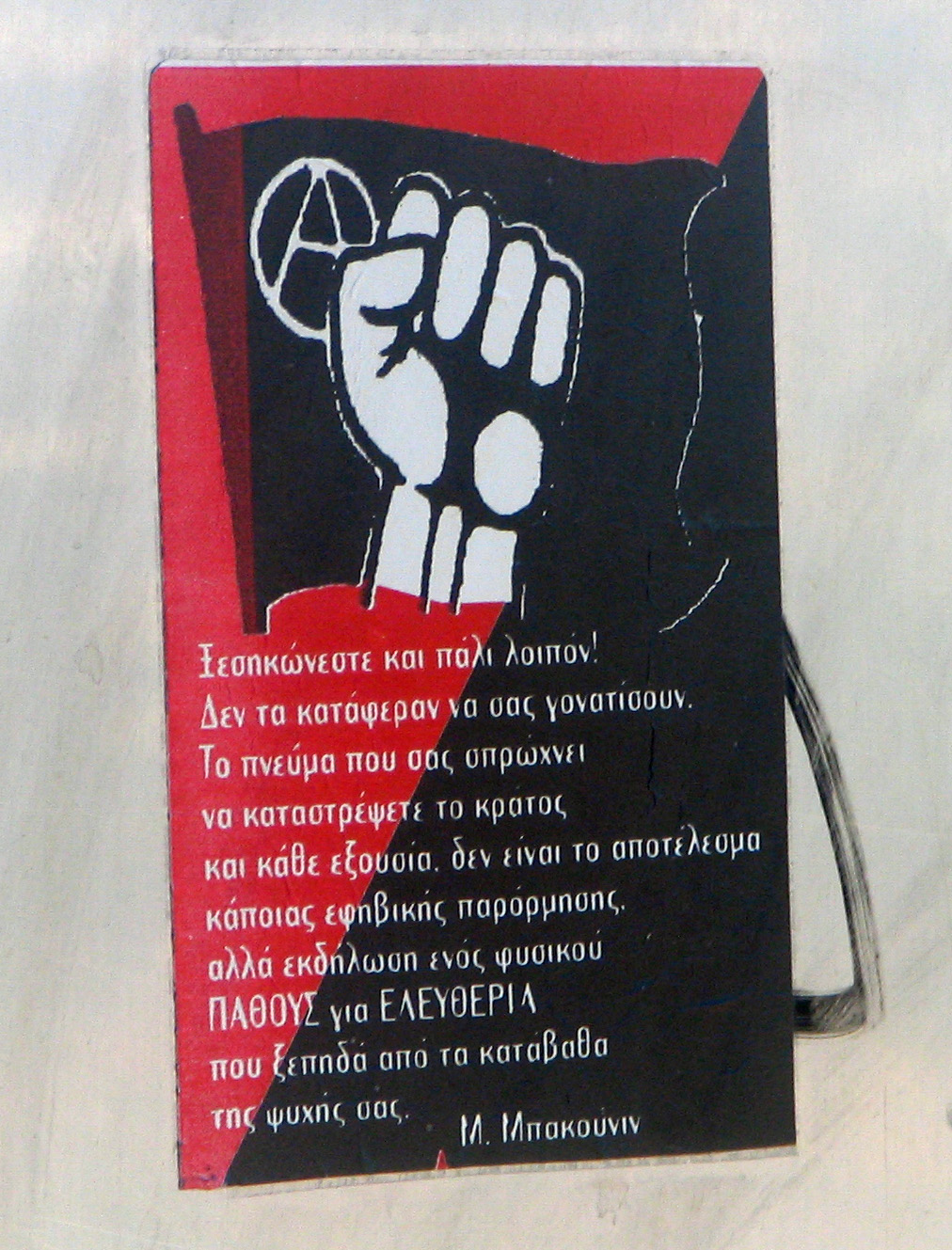
Affiche anarchiste à Thessalonique (citation de Mikhaïl Bakounine)

### 1860–1875
Les premiers textes libertaires sont publiés en Grèce en 1860 et c'est durant ces années que certaines actions anarchistes s'organisent à Athènes. Nombre d'entre eux sont écrits et publiés par les anarchistes et radicaux libertaires de l'époque, profondément influencés par les activités des mouvements européens similaires. Emmanouíl Dadáoglou (el), un commerçant de Smyrne, a probablement rencontré les idées anarchistes après avoir rencontré des réfugiés politiques italiens, arrivés les premiers à Patras en 1849 à la suite de la guerre des Deux-Siciles. Avec l'anarchiste italien Amilcare Cipriani, il fonde le Club démocratique à Athènes. Ils organisent un mouvement anarchiste et prennent part à la révolution contre Othon Ier de Grèce en 1862. Ils installent une barricade près de l'église Kapnikarea à Athènes. De 1864 à 1867, il vit à Naples où il est devient membre de l'Association internationale des travailleurs(AIT), suivant les idées de Mikhaïl Bakounine. C'est à cette époque, qu'il rencontre María Pantazí, une ancienne prostituée, qui devient sa compagne. À la fin des années 1860, il retourne en Grèce, où il meurt en 1870. Maria retourne à Paris et joue un rôle à la Commune de Paris (1871), où elle meurt fusillée.
Le premier article anarchiste, publié en Grèce, parait le 3 septembre 1861 dans la revue Φώς" (Lumière), numéro 334. Il s'agit de l'article principal de la publication, intitulé "Anarchie", partie A, rédigé par un auteur anonyme. Tous les exemplaires sont confisqués quelques heures après publication et une descente de police est organisée, forçant le propriétaire du journal à condamner l'article, la partie B ne sera jamais publiée.

## Anarchistes grecs notoires
- Aléxandros Schinás
- Takis Fotopoulos
- Constantínos Spéras (el)
- Mikélis Άvlixos (el)
- Chrístos Konstantinídis

## Organisations anarchistes grecques
- Bateliers de Salonique
- Anti-State Justice
- Mavro Asteri
- Conspiration des cellules de feu
- Lutte révolutionnaire
- Rouvíkonas

### Articles
- Mathieu Dagneaud, « Grèce : 4.000 prisonniers en grève de la faim contre un nouveau projet de loi carcérale », sur Le Courrier des Balkans, 29 juin 2014.
- Thomas Deslogis, En Grèce, la librairie d'Exarchia, ou l'anarchisme des sens, ActuaLitté, 23 juillet 2015, lire en ligne.

### Filmographie
- Ne vivons plus comme des esclaves de Yannis Youlountas (89 min), 2013 [présentation en ligne]
- Patrik Öberg, Emil Ramos, The Antifascists, film documentaire vostfr, 75 minutes, 2017, voir en ligne.